# Bataille des Avins
Guerre de Trente Ans
Batailles
La bataille des Avins ou d'Avins ou d'Avein est livrée le 20 mai 1635 pendant la guerre de Trente Ans.

## La bataille
Elle se déroule aux Avins, en Belgique, et elle oppose une armée française commandée par les maréchaux Brézé et Châtillon aux troupes espagnoles du prince Thomas de Savoie. 

Ordre de bataille espagnol:
. Tercio espagnol de Ladrón de Guevara (1 112 soldats répartis dans 15 compagnies)
. Tercio italien d'Esfrondato (1 240 soldats répartis dans 16 compagnies)
. Tercios wallon de Frezin (860 soldats répartis en 12 compagnies)
. Régiment Lorraine de Brun (748 soldats répartis en 10 compagnies)
. Régiment haut-allemand Hoogstraten (1 316 soldats répartis en 18 compagnies)

. Cavalerie : 1 500 chevaux sous le commandement du comte de Bucquoy

Le 20 mai, les forces espagnoles sont déployées sur certaines collines situées devant une petite vallée des Avins, dans la principauté de Liège, avec la rivière Hoyoux derrière elles. Les Avins étaient situés à un peu plus de 40 kilomètres à l'est de Namur. L'infanterie était placée à l'avant-garde, avec les mousquetaires du capitaine Antonio de la Rúa en première ligne, accompagnés de l'artillerie. Derrière, le gros de l'armée et la cavalerie étaient déployés en escadrons sur les flancs. Les Français du marquis de la Brezé se formèrent en deux lignes d'infanterie, la cavalerie couvrant leurs flancs, tandis que les hommes du duc de Châtillon étendirent le front en se plaçant sur le flanc gauche de Brezé. Le prince de Carignano constatait avec horreur l'énorme supériorité numérique des Français, mais il était trop tard pour battre en retraite.
L'attaque de Brezé fut immédiate ; Il ordonna la charge de sept escadrons de cavalerie, un peu plus de 700 chevaux furent lancés contre l'avant-garde hispanique, mais furent repoussés par les mousquetaires et l'artillerie espagnole. Brezé insiste maintenant en envoyant sa première ligne d'infanterie sur les forces espagnoles défendant la colline, mais encore une fois son attaque est repoussée froidement, avec de lourdes pertes dues aux tirs de mousquet et d'artillerie. Châtillon envoya alors sa cavalerie briser la défense espagnole, le rencontrant avec les escadrons à cheval de Charles Albert de Longueval, fils du grand général catholique, le comte de Bucquoy et seigneur de Villerval. L'écrasante supériorité des forces françaises ne permet pas aux Hispaniques de maintenir longtemps leur position et, après la prise de Villerval, la cavalerie se retire.
Tomás Francisco, voyant l'impossibilité de continuer à résister, ordonna une retraite générale. Cela s'est déroulé de manière assez ordonnée grâce à la couverture assurée par le tiers espagnol d'Alonso Lodrón et le tiers italien de Sfondrati. Les deux forces ont résisté à un total de cinq charges jusqu'à ce qu'elles puissent se replier derrière le gros de l'armée en fuite, après avoir perdu plus de 1 000 hommes entre morts, blessés et prisonniers. Les chiffres des victimes sont assez confus. Les Français affirment avoir fait 800 prisonniers et causé plus de 6 000 pertes à l'armée espagnole, entre morts et blessés. Du côté des Espagnols, on parle de 700 prisonniers et d'environ 1.500 morts et blessés. Quoi qu'il en soit, l'armée catholique dut se retirer, laissant libre passage aux Français pour rejoindre les rebelles hollandais.

## Sources
- Mary Joseph Félix Édouard Hardy de Périni, Batailles françaises, vol. 3 : Louis XIII et Richelieu 1621 à 1643, Flammarion, 1898 (OCLC 772081636, lire en ligne).